# ROCKIN' OUT
「ROCKIN' OUT」（ロッキン・アウト）は、日本のロックバンドであるSPYAIRの楽曲。同バンドの15枚目のシングルとして、2015年3月25日にSony Music Associated Recordsからリリースされた。

## 概要
前作「イマジネーション」より約11か月ぶりの発売となる2015年1枚目のシングル。ボーカルのIKEが声帯の損傷から回復してからリリースされた初めてのシングルであり、「ジャパニケーション」以来のノンタイアップとなった。
表題曲にはミュージック・ビデオが制作されており、演奏するメンバーと、西暦2100年を意識した未来都市にてIKEが未知の相手とバイクアクションを繰り広げるCGのシーンが交錯する演出となっている。
初回生産限定盤と通常盤の2形態でリリース。初回盤には、「ROCKIN' OUT」のミュージック・ビデオの他、2014年12月にZepp DiverCity (TOKYO)で行われた『SPYAIR LIVE 2014 〜復活〜』の内容や、影ナレーションを務めたお笑い芸人のAMEMIYAによる「Opening Act: AMEMIYA」の模様、メンバーがベストアルバム『BEST』のリリース前夜にリムジンを借りて夜の東京を行く「SHOWROOM Special Program Digest」が収録されたDVDが付属する。

## 収録曲

### CD
- 全作詞：MOMIKEN、作曲：UZ

1. ROCKIN' OUT [3:34]
  - 編曲：Kohsuke Oshima/UZ

サウンドプロデューサーに大島こうすけを迎えて制作された楽曲。これまでの楽曲にはなかったホーンや長めのベースソロが取り入れられており、テーマの「破壊力」や「ネクストステージ」が表現されたチューンとなっている[7][8]。
2. GLORY (Live at Zepp DiverCity 2014.12.30) [4:11]
『SPYAIR LIVE 2014 〜復活〜』にて披露された「GLORY」のライブ音源[8]。
3. ROCKIN' OUT (inst.) [3:29]

### DVD（初回生産限定盤のみ）
1. ROCKIN’ OUT (Music Video)
2. 『SPYAIR LIVE 2014 〜復活〜』
3. Opening Act: AMEMIYA
4. SHOWROOM Special Program Digest

## 収録アルバム
ROCKIN' OUT
- 『4』（#1）